# Chorągiew (kynologia)

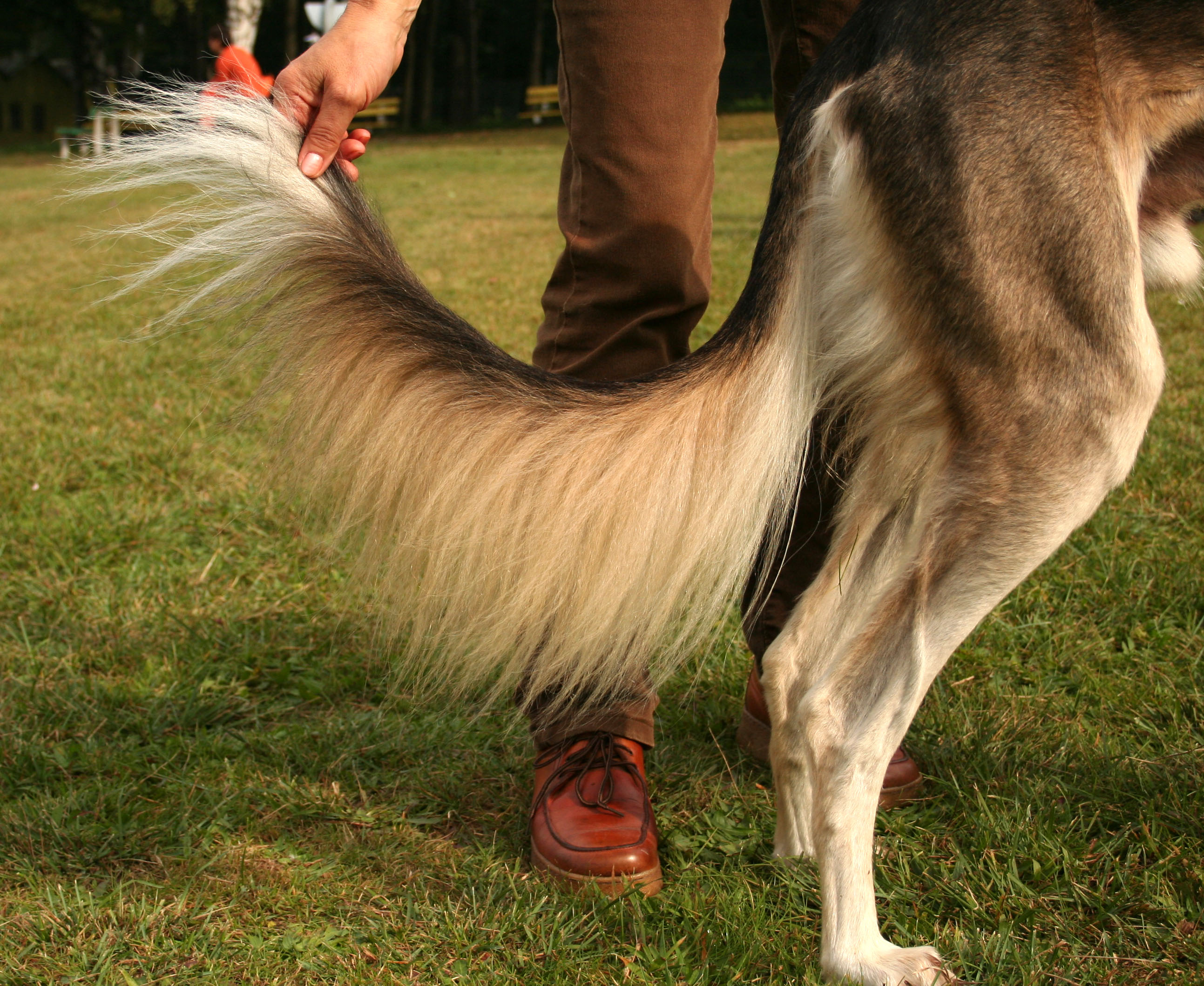
Obfita chorągiew na ogonie charta perskiego

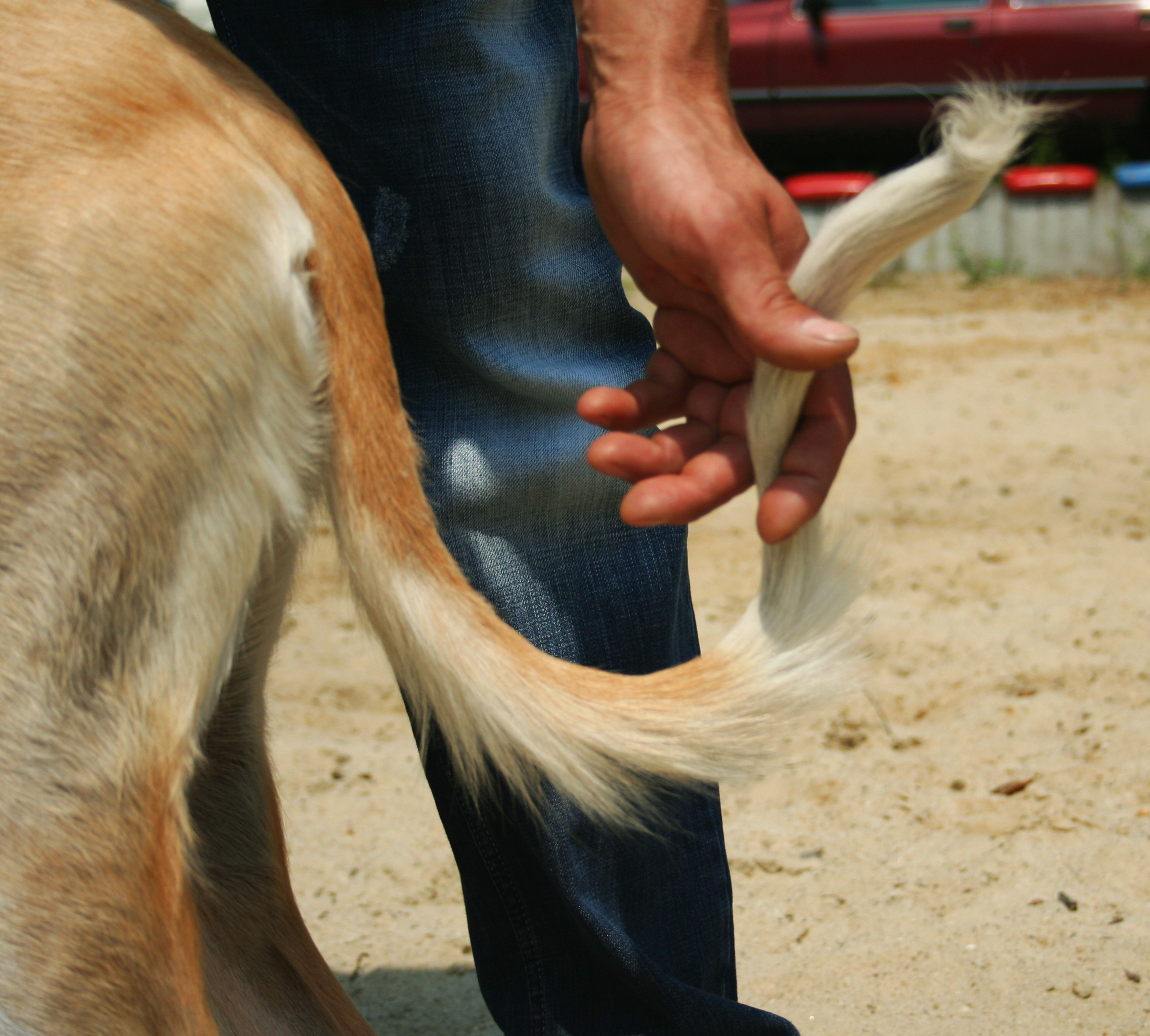
Posiadanie dłuższego, sztywniejszego włosa na ogonie charta polskiego jest jedną z głównych cech odróżniąjcych go od Greyhounda.

Chorągiew – w łowiectwie oraz w kynologii: dłuższe włosy występujące u psów na spodniej stronie ogona.
Do ras psów, których cechą charakterystyczną jest posiadanie wyraźnie widocznej chorągwi, należą m.in.:
- wyżeł niemiecki długowłosy
- chart perski
- seter irlandzki